# Зянтемошур
Зянтемошур — деревня в Игринском районе Удмуртии. Входит в муниципальное образование «Кабачигуртское»

## География
Деревня находится в 13 км от районного центра (село Игра) и в 6 км от центра сельского поселения (деревня Кабачигурт).

## Население
| 1859 | 1891 | 2010 | 2012 |
| ---- | ---- | ---- | ---- |
| 118  | ↗203 | ↘155 | ↘151 |